# Skomorochy Małe
Skomorochy Małe – wieś w Polsce położona w województwie lubelskim, w powiecie zamojskim, w gminie Grabowiec.
W latach 1975–1998 miejscowość administracyjnie należała do województwa zamojskiego.
Wieś jest sołectwem w gminie Grabowiec. Według Narodowego Spisu Powszechnego z roku 2011 wieś liczyła 215 mieszkańców.
Wierni Kościoła rzymskokatolickiego należą do parafii św. Mikołaja w Grabowcu.

## Historia
Skomorochy Małe dawniej zwane także Skomoroszki.
Począwszy od I połowy XV wieku aż do 1945 r. wieś należała do rodu Skomorowskich. Według rejestru poborowego z 1564 r. miała ona
zaledwie 1,25 łana (to jest 21 ha) gruntów uprawnych. Według tabel prestacyjnych z 1846 r. wieś należała do 15 różnych przedstawicieli rodu Skomorowskich wiele z nich o wartość zwykłych gospodarstw chłopskich. 
Według spisu z r. 1921 było tu 60 domów oraz 417 mieszkańców, w tym 1 Ukrainiec.
Według Słownika geograficznego Królestwa Polskiego Skomorochy Małe to wieś i folwark w powiecie hrubieszowskim, gminie i parafii Grabowiec, odległa 35 wiorst (ok. 37 km) od Hrubieszowa. W końcu XIX wieku funkcjonował tu młyn wodny. W 1827 r. Skomorochy Małe miały 38 domów i 188 mieszkańców. W 1888 roku folwark Skomorochy Małe lit. A. miał rozległości 381 mórg, z czego gruntów ornych i ogrodów mórg 295, łąk mórg 41, lasu mórg 9, w odpadkach mórg 32, nieużytków mórg 4; budynków z drzewa 10.
Wieś Skomorochy Małe posiadały osad 15, mórg 104. Folwark Skomorochy Małe lit. B. D. F. C. miał w 1875 roku rozleglość 314 mórg w tym: gruntów ornych i ogrodów mórg 253, łąk mórg 22, pastw. mórg 1, lasu mórg 34, zarośli mórg 2, nieużytków mórg 2. W folwarku budynków z drzewa 6.